# Sikorsky S-64 Skycrane
Sikorsky S-64 Skycrane - »zračno dvigalo« je ameriški dvomotorni helikopter za težke tovore. Je civilna verzija vojaškega CH-54 Tarhe. Helikopter je zasnoval Igor Sikorsky, originalno ga je proizvajal Sikorsky Aircraft, potem je leta 1992 tipski certifikat kupil Erickson Air-Crane, ki proizvaja trenutno verzijo.
S-64 je bil zasnovan kot povečana verzija prototipa zračnega dvigala Sikorsky S-60. S-64 ima šestkraki glavni rotor in dva 4050 KM turbogredna motorja Pratt & Whitney JFTD12A. Prvič je poletel 9. maja 1962. Sledilo je več prototipov, ki je preizkusila nemška vojska, a se Nemci niso odločili za nakup. Šest helikopterjev z oznako YCH-54A Tarhe je potem naročila Kopenska vojska ZDA. Sedem S-64E so zgradili za civilno tržišče.
Erickson Air-Crane je z leti postal glavni operater helikopterja. Novi proizvajalec je naredil okrog 1350 majhnih sprememb. 
Na Aircrane se lahko namesti 10.000-litrski rezervoar z gasilnim sredstvom za zračno gašenje požarov. Na tem področju je bil zelo uspešen. Za ta namen ga uporabljajo Italijani in Korejci.
Podjetje Erickson Air-Crane ponuja helikopterje na lizing za uporabo po vsem svetu. Uporabljajo se za primere naravnih nesreč, civilno zaščito, gradnjo, prevoz hlodovine iz odročnih krajev in vrsto drugih namenov.
Erickson izdeluje nove S-64 in tudi obnavlja stare CH-54. Vsakemu S-64 da svoje ime, na primer »Elvis«, »The Incredible Hulk«, »Isabelle« itd. Helikopter z imenom »Olga« so uporabili za namestitev konice telekomunikacijskega stolpa CN Tower v Torontu.

## Tehnične specifikacije (S-64E)
- Posadka: 3 (pilot, kopilot, inženir ali kordinator)
- Kapaciteta: do 5 potnikov
- Tovor: 20, 000 lb (9 072 kg)
- Dolžina: 70 ft 3 in (21,41 m (trup))
- Premer rotorja: 72 ft 0 in (21,95 m)
- Višina: 18 ft 7 in (5,67 m)
- Površina rotorja: 4070 ft² (378,1 m²)
- Prazna teža: 19 234 lb (8 724 kg)
- Maks. vzletna teža: 42 000 lb (19 050 kg)
- Motorji: 2 × Pratt & Whitney JFTD12-4A (T73-P-1) turbogredni, 4 500 KM (3,555 kW) vsak

- Maks. hitrost: 109 vozlov (126 mph, 203 km/h)
- Potovalna hitrost: 91 vozlov(105 mph, 169 km/h)
- Dolet: 200 nmi (230 mi, 370 km)
- Hitrost vzpenjanja: 1 330 ft/min (6,75 m/s)